# Tramway de Timișoara
Le tramway de Timișoara est le réseau de tramway desservant la ville de Timișoara. Il s'agit du quatrième plus important réseau de tramway de Roumanie après celui de Bucarest, le tramway de Galați, le tramway de Arad.
La longueur totale du réseau est de 37,8 kilomètres, pour un total de 11 lignes et 85 stations. Le réseau est exploité par la RATT, pour Regia Autonomă de Transport Timișoara, société municipale qui gère l'ensemble des transports en commun de la ville.
Le premier tramway date de 1869 et était à traction hippomobile. Le réseau est électrifié en 1899.

## Réseau actuel

### Aperçu général

#### Lignes actuelles
- 1 (Gara Timișoara Nord - Stația Meteorologică Timișoara)
- 2 (Depoul Dâmbovița - Stația Meteorologică Timișoara)
- 3 (Gara Timișoara Nord - Ronat)
- 4 (Calea Torontalului - Ciarda Rosie)
- 5 (Ronaț - Stația Meteorologică Timișoara)
- 6 (Circuit: Piața Maria - Catedrala Mitropolitană - Piața Traian - Banatim - Piața Nicolae Bălcescu)
- 7 (Circuit: Depoul Dâmbovița - Piața Maria - Piața Nicolae Bălcescu - Fratelia)
- 8 (Gara Timișoara Nord - A.E.M)
- 9 (Depoul Dâmbovița - A.E.M)
- 10 (Calea Torontalului - Stația Meteorologică)
- 11 (Gara Timișoara Nord - Fratelia)

#### Anciennes lignes
- I
- II
- III
- IV
- V
- 1B
- 2B
- 3B
- 5B
- 8B